# José Joaquim Justiniano Mascarenhas Castelo Branco
José Joaquim Justiniano Mascarenhas Castelo Branco (Rio de Janeiro, 23 de agosto de 1731 - 28 de janeiro de 1805) foi um prelado português nascido no Brasil da Igreja Católica, entre 1773 e 1805 foi bispo de São Sebastião do Rio de Janeiro, o primeiro brasileiro a assumir esta Sé.

## Biografia
Era filho do tenente-coronel João Mascarenhas Castelo Branco e de Dona Ana Teodora Ramos de Mascarenhas, assim, neto do Gonçalo de Lemos Mascarenhas, antigo governador de Cabo Verde. Estudou no Colégio dos Jesuítas antes de ser enviado à Universidade de Coimbra, onde licenciou-se em direito em 1755.
Foi ordenado diácono em 13 de outubro de 1754 e ordenado padre em 13 de outubro do mesmo ano, em Lisboa, rezando sua primeira missa no Convento de Odivelas. Foi deputado e promotor da Inquisição em Évora.

## Episcopado
Foi nomeado bispo coadjutor de São Sebastião do Rio de Janeiro em 17 de agosto de 1773, sendo escolhido como bispo titular de Tipasa na Numídia pelo Papa Clemente XIV, confirmado em 20 de dezembro, já nessa época sucedendo à Sé pela morte do antecessor.
Foi consagrado em 30 de janeiro de 1774, na Capela particular do Arcebispo, pelas mãos do cardeal Dom João Cosme da Cunha, arcebispo de Évora, coadjuvado por Dom Frei Francisco da Assunção e Brito, O.S.A., arcebispo de Goa e por Dom António Joaquim Torrão, bispo auxiliar de Évora. Tomou posse em 29 de abril de 1774 por procuração de seu tio, o cônego Paulo Mascarenhas Coutinho e deu entrada solene em 29 de maio.
Tido como um bispo jansenista, promoveu o Regalismo na diocese e combateu o desvirtuamento do clero local, exemplificado no caso em que reclamou ao ministro Martinho de Melo e Castro da falta de formação e preparo do cabido da Sé. Por isso, determinou por meio de uma Carta Pastoral que todos fossem submetidos a um exame de teologia moral, sendo essa postura reforçada por um alvará expedido por Dona Maria I, em 1799, no qual estabelecia que apenas o Bispo poderia autorizar o uso do púlpito e as confissões.
Foi o sagrante de Dom Miguel de Pamplona González Bassecourt, O.F.M. Cap., bispo de Arequipa. Entre 1788 e 1791, fez incluir as disciplinas de geografia, história natural, cosmologia, retórica e filosofia no Seminário São José.
Faleceu no Rio de Janeiro em 28 de janeiro de 1805, por apoplexia, e encontra-se sepultado no Palácio da Conceição.

## Legado
Adquiriu por seus meios uma propriedade chamada Fazenda do Capão, onde foram plantadas mudas de café para distribuição no Estado do Rio de Janeiro; atualmente, a sede da propriedade, agora chamada de Capão do Bispo, em Del Castilho, é tombado pelo Instituto do Patrimônio Histórico e Artístico Nacional e pertence ao Estado do Rio de Janeiro.
Após sua mãe ficar viúva, ia a pé de sua residência até à da sua mãe, no que antes era chamado de Largo enfrente da Ajuda, agora conhecido como Largo da Mãe do Bispo.